# Sárazsadány
Sárazsadány é um município da Hungria, situado no condado de Borsod-Abaúj-Zemplén. Tem 15,31 km² de área e sua população em 2015 foi estimada em 240 habitantes.